# WIP projet
Pour les articles homonymes, voir WIP.
Le WIP désigne un principe d'infrastructure internet décentralisé et sans fil (ou radio internet) que le WIP project (projet WIP) vise à mettre au point.
On peut lire qu'il s'agit d'une tentative d'application des concepts du web 2.0 aux infrastructures, ou encore trouver ce principe associé au web 3.0, bien que ces dénominations soient encore très floues voire controversées.
Le WIP permettrait en effet aux utilisateurs de « créer du réseau » sans fils, entre eux et vers internet, chaque utilisateur pouvant être un relais pour étendre le réseau. Le Wi-Fi 802.11s fait partie des normes de standardisation sur lesquels s'appuie le projet, ainsi que la norme 802.16 j/m (Wimax).
L'une des difficultés à surmonter pour l'instant est le double emploi de l'adresse IP qui sert autant à l'identification qu'au routage des informations.
Le projet à proprement parler est mené par huit organisations européennes (dont Thomson et Siemens). Il a commencé en janvier 2006 et devrait se poursuivre jusqu'en janvier 2009.